# Brandt (Dakota du Sud)
Pour les articles homonymes, voir Brandt.
La ville américaine de Brandt est située dans le comté de Deuel, dans l’État du Dakota du Sud. Lors du recensement de 2010, sa population s’élevait à 107 habitants. La municipalité s'étend sur 1,26 milles carrés (3,26 km2).
Fondée en 1884, la localité doit son nom au révérend P. O. Brandt.

## Démographie
| 1910 | 1920 | 1930 | 1940 | 1950 | 1960 |
| ---- | ---- | ---- | ---- | ---- | ---- |
| 158  | 299  | 265  | 271  | 211  | 148  |

| 1970 | 1980 | 1990 | 2000 | 2010 | - |
| ---- | ---- | ---- | ---- | ---- | - |
| 132  | 129  | 123  | 113  | 107  | - |